# Bonnierska porträttsamlingen

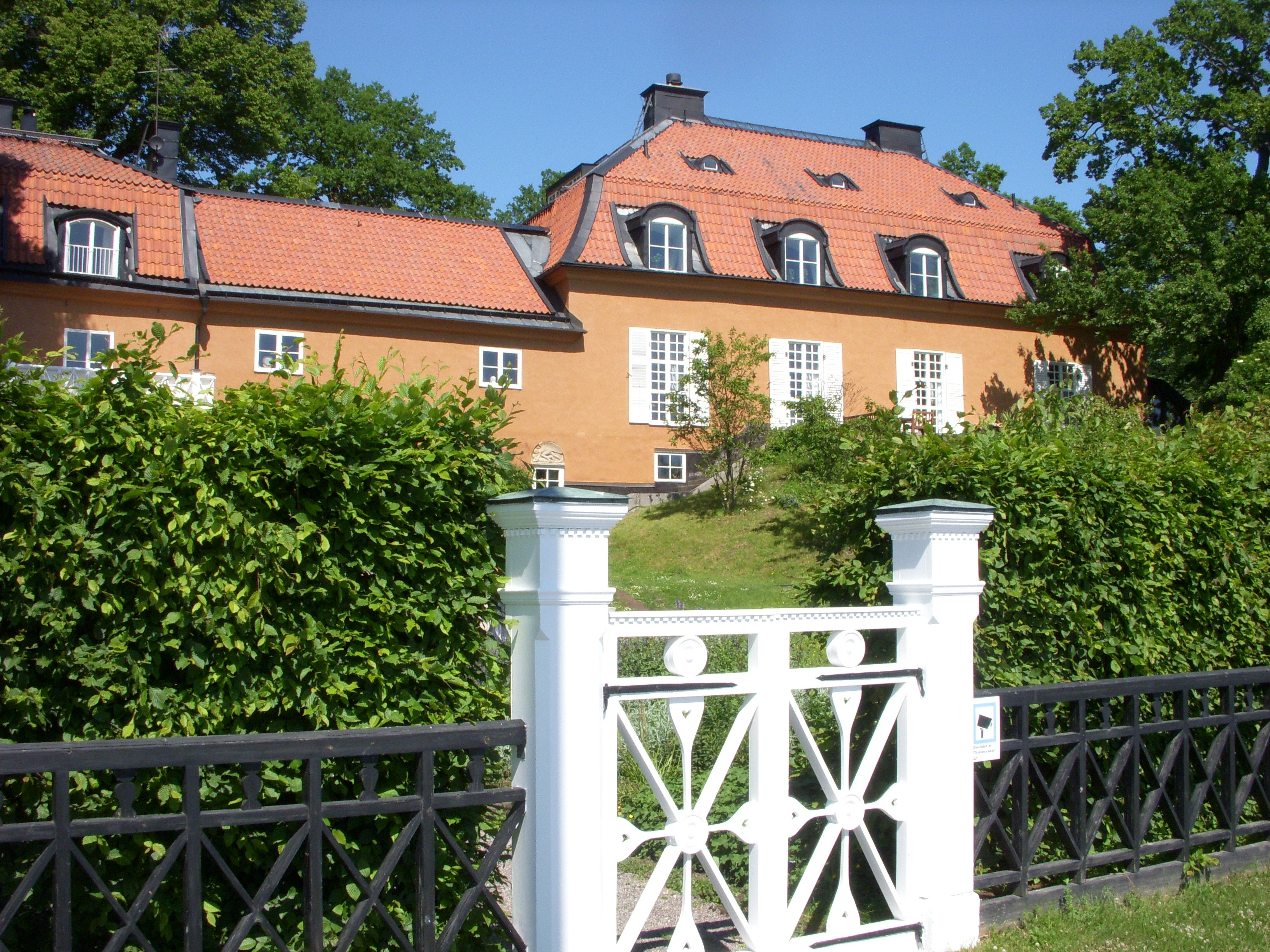
Samlingen finns på Nedre Manilla.

Bonnierska porträttsamlingen är en privat konstsamling i familjen Bonniers ägo, vilken finns på Nedre Manilla på Djurgården i Stockholm.
Samlingen är berömd för sin stora mängd svenska författarporträtt, och består idag av över 300 verk. Det första förvärvet gjordes 1905, då Karl Otto Bonnier köpte Hanna Paulis porträtt av Verner von Heidenstam.
Bonnierska porträttsamlingen förvaltas av Bonnier Cityfastigheter och är endast öppen för privata visningar.

## Representerade konstnärer i urval

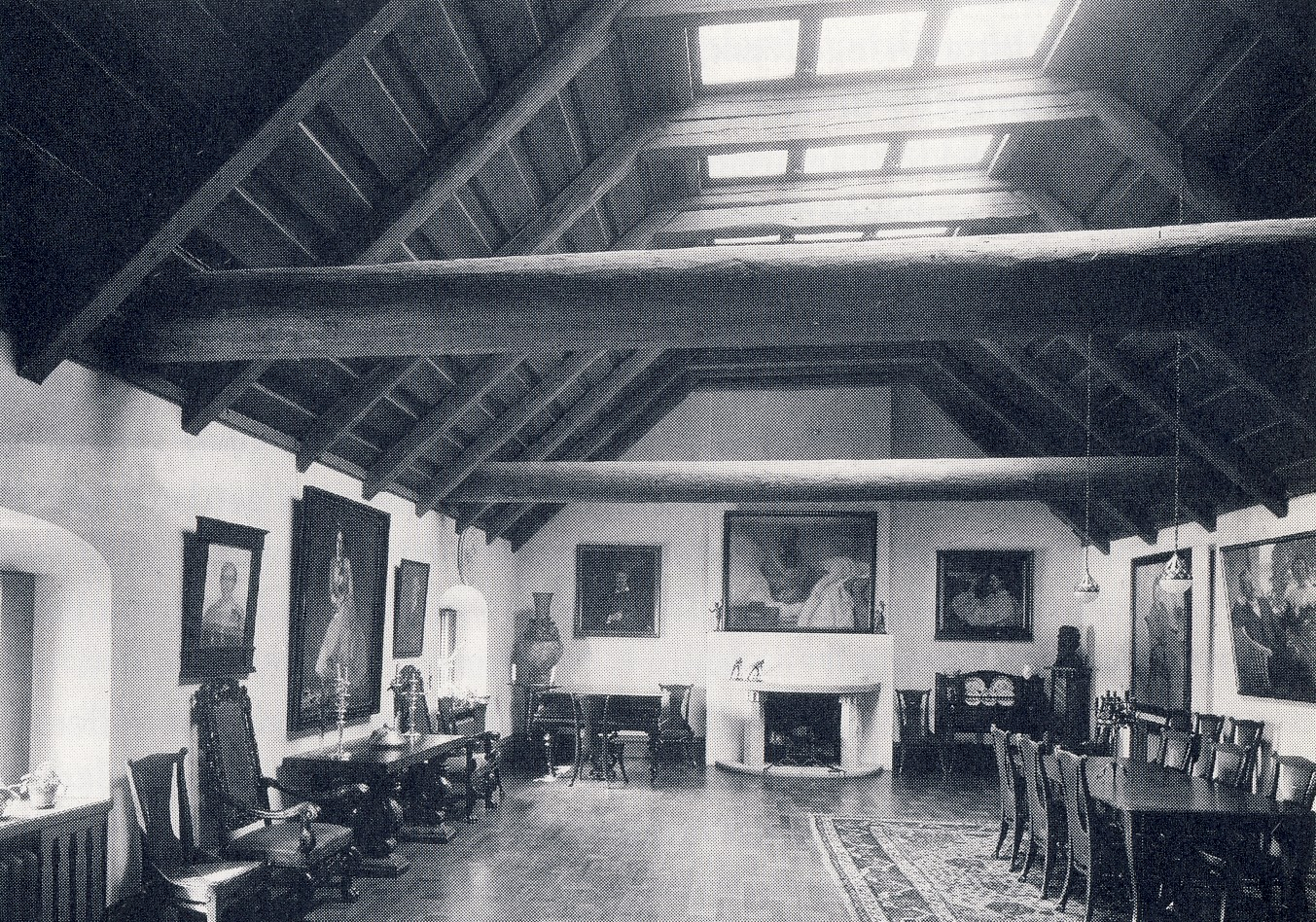
Matsalen med tavelgalleri.

- J.A.G. Acke
- Richard Bergh
- Eva Bonnier
- Peter Dahl
- Lars Florén
- Per Hasselberg
- Alvar Jansson
- Arne Jones
- Bo Larsson
- Carl Larsson
- Reinhold Ljunggren
- Thage Nordholm
- Ernst Nordin
- Hanna Pauli
- Bertram Schmiterlöw
- Tobias Sergel
- Ulla Sundin-Wickman
- Hjalmar Söderberg
- Carl Wilhelmson

## Verk i urval

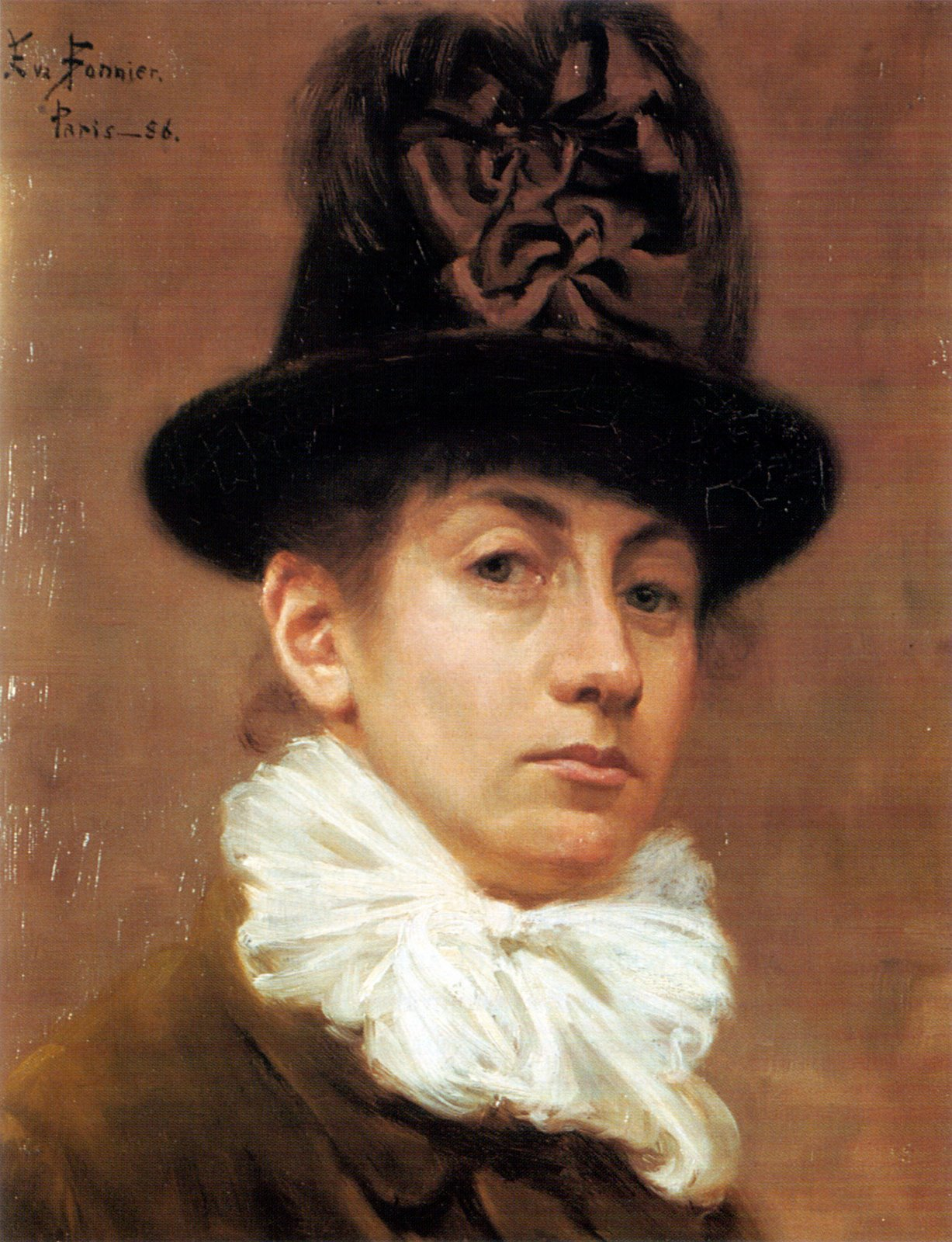
Eva Bonnier, självporträtt, 1886
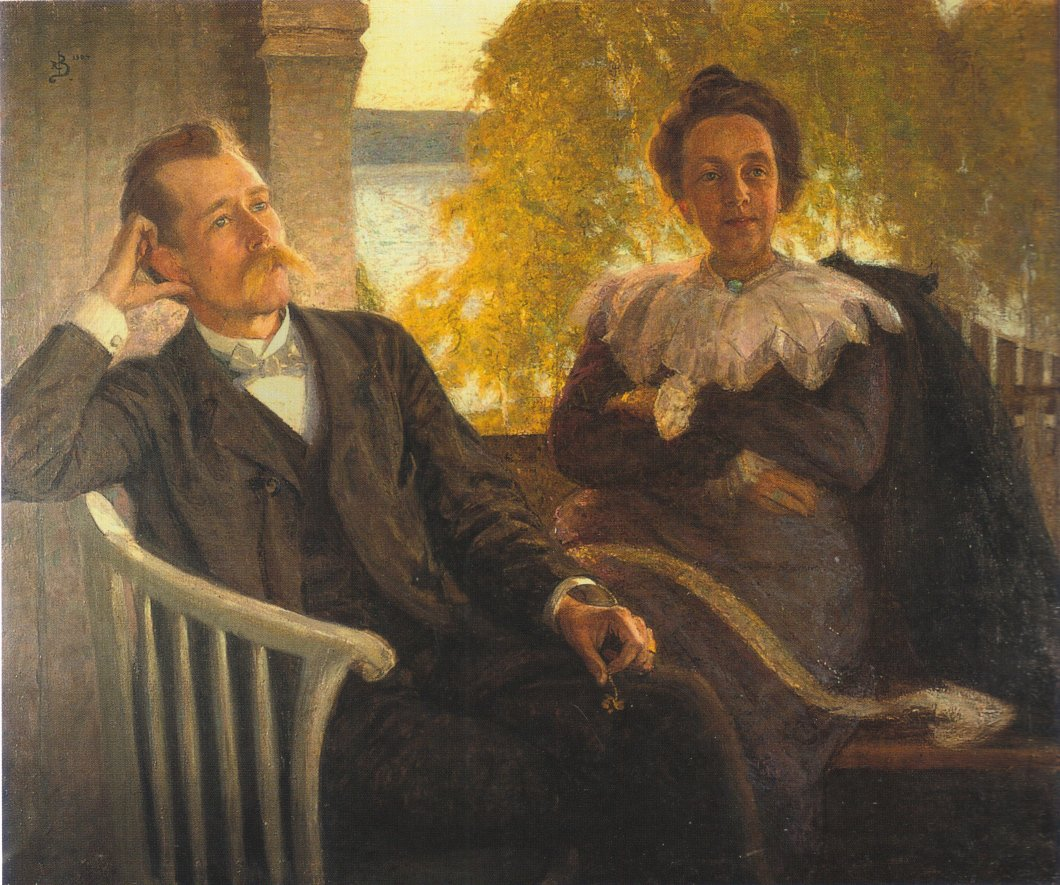
Per Hallström och hans fru Helga av Richard Bergh, 1904
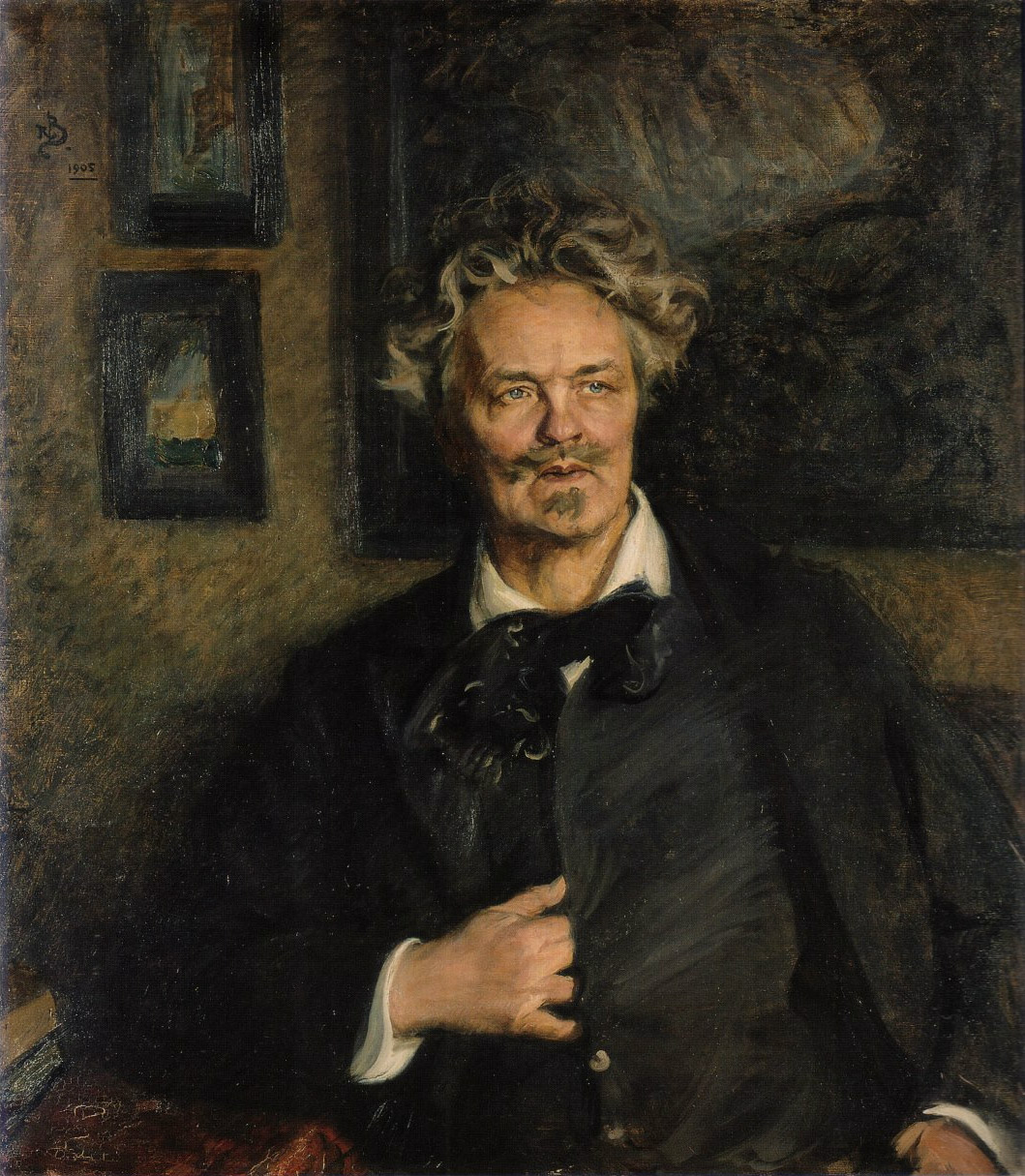
August Strindberg av Richard Bergh, 1905
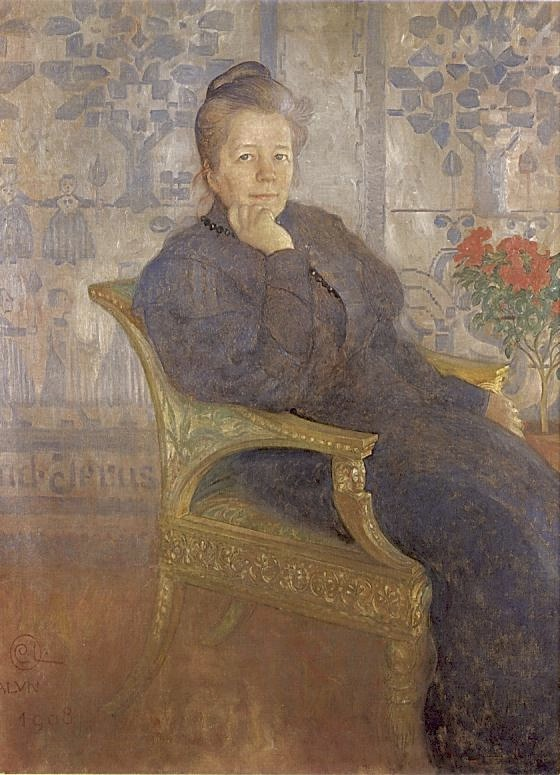
Selma Lagerlöf av Carl Larsson, 1908
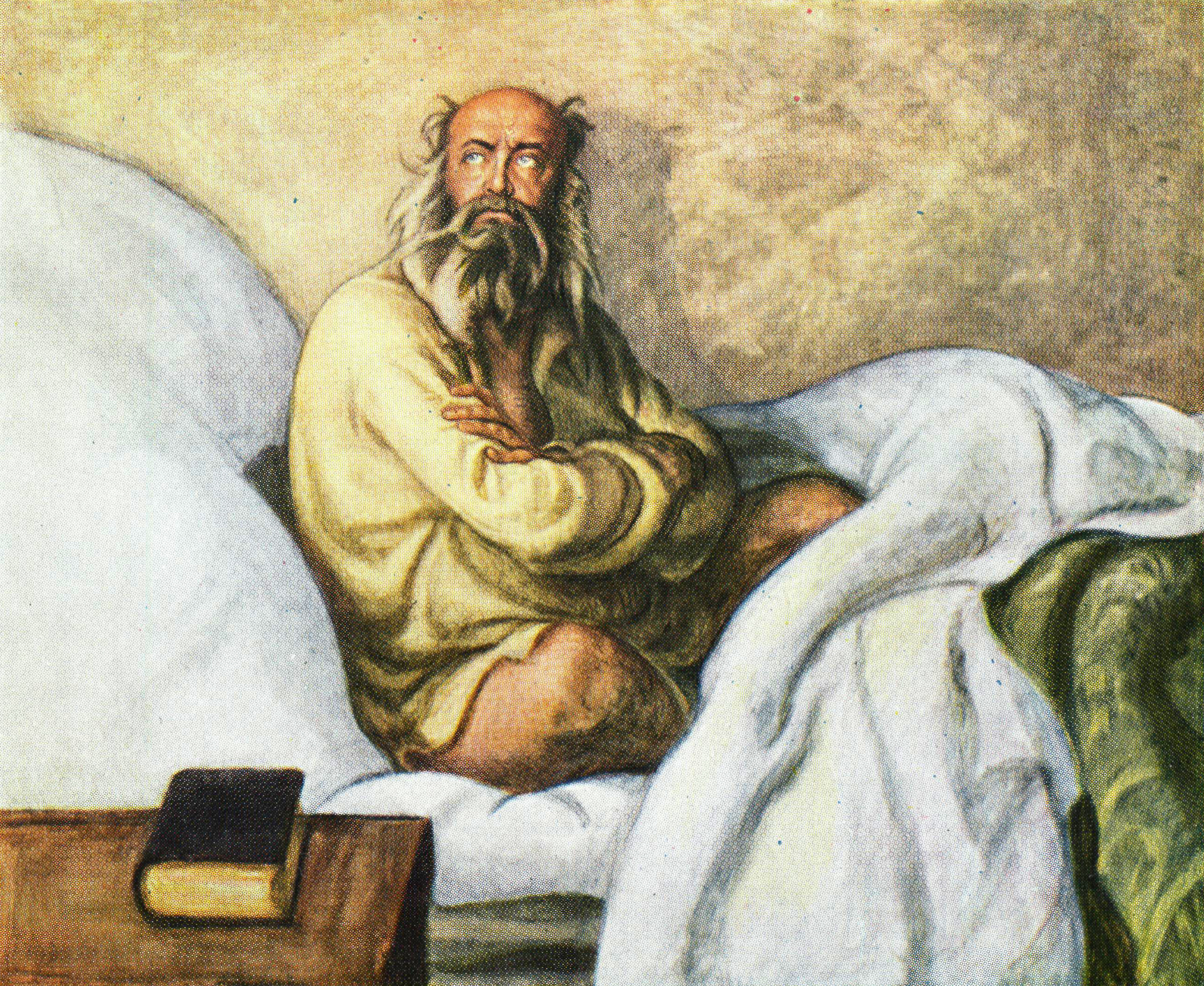
Gustaf Fröding av Richard Bergh, 1909
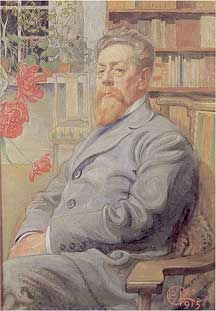
Karl Otto Bonnier av Carl Larsson, 1915